# Josef Maria Pernter

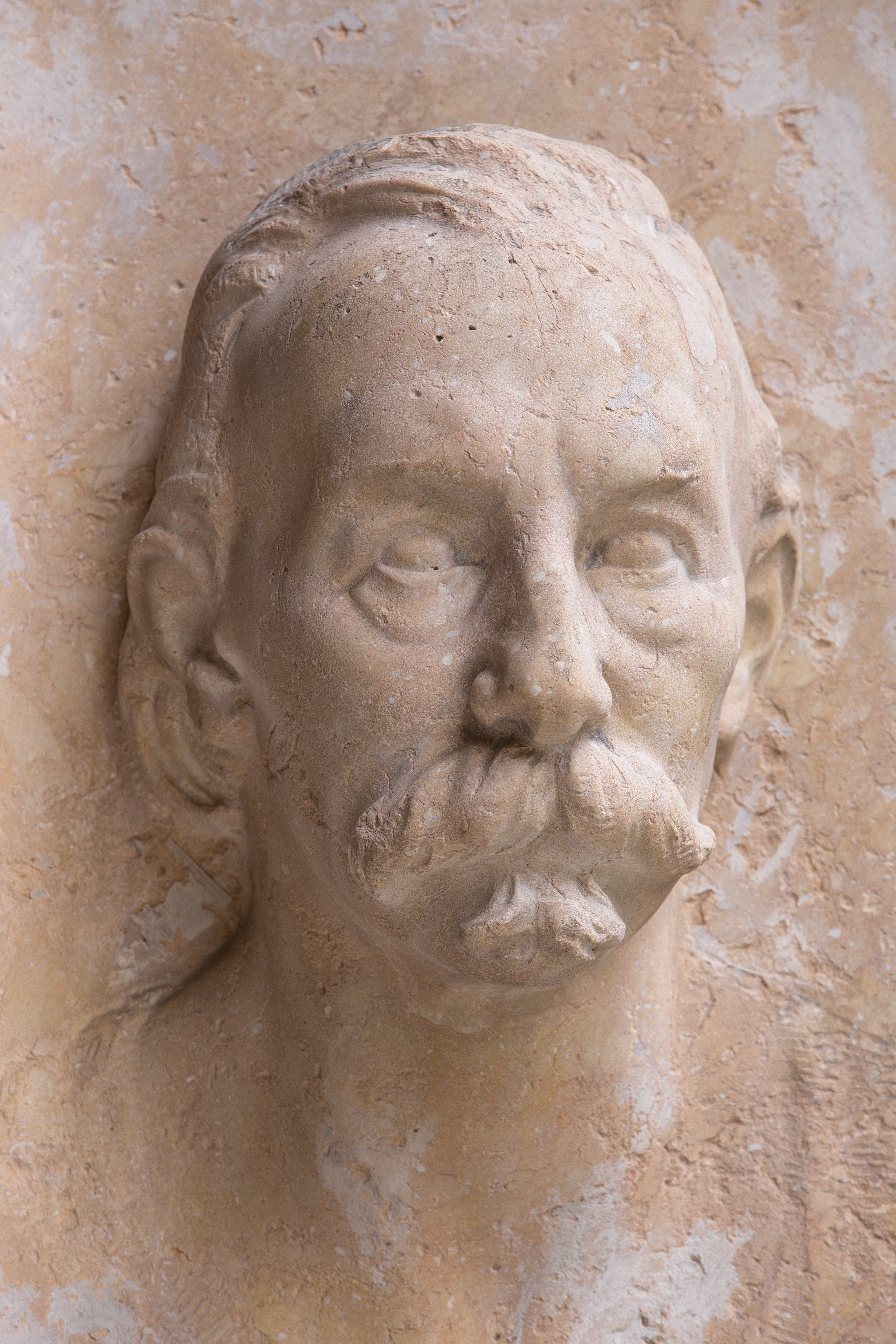
Büste von Pernter im Arkadenhof der Universität Wien

Josef Maria Pernter, auch Joseph Maria Pernter (* 15. März 1848 in Neumarkt/Südtirol; † 20. Dezember 1908 in Arco/Trentino) war ein österreichischer Physiker, Wetter- und Erdbebenforscher, Professor der kosmischen Physik der Erde (1893–1908) und Direktor der Zentralanstalt für Meteorologie und Geodynamik.

## Leben
Josef Maria Pernter wurde als Sohn des Gutsbesitzers Valentin Pernter geboren und besuchte die Gymnasien der Franziskaner und Benediktiner in Bozen und Meran. 1864 trat er noch vor der Matura in das Noviziat der Jesuiten in St. Andrä im Lavanttal ein. Später war er an ordenseigenen Schulen in Pressburg, Kollotschau und Kalksburg als Lehrer tätig.
1877 trat Pernter aus gesundheitlichen Gründen, noch in seiner Zeit als Scholastiker, aus dem Jesuitenorden aus und holte am 26. September 1877 in Innsbruck die Matura nach. Anschließend begann er an der Philosophischen Fakultät der Universität Innsbruck das Studium der Mathematik und Physik, das er ab 1878 an der Universität Wien fortsetzte, wo er auch 1882 zum Dr. phil. promovierte. Schon während des Studiums war er ab 1880 Assistent und ab Februar 1884 Adjunkt an der Zentralanstalt für Meteorologie in Wien. 1885 habilitierte er sich für das Fach „Kosmische Physik“ an der Philosophischen Fakultät der Universität Wien.
1891 wurde Pernter zum außerordentlichen und Ende Dezember 1892 zum ordentlichen Universitätsprofessor für „Kosmische Physik“ an der Philosophischen Fakultät der Universität Innsbruck ernannt. Josef Maria Pernter wurde im Jahr 1885 zum Mitglied der Leopoldina gewählt. 1897 kehrte er nach Wien zurück und wurde Direktor der Zentralanstalt für Meteorologie. An der Philosophischen Fakultät der Universität Wien war er im Studienjahr 1905/06 Dekan.
Durch Pernters religiöse Grundüberzeugung und sein Engagement für die „katholische Sache“ kam er in Kontakt zur katholischen Vereinsbewegung und zum CV. Er unterstützte diese Studentenverbindung und erhielt dafür 1907 die Ehrenmitgliedschaft von fünf weiteren Verbindungen.
Nach dem Tod seiner 14-jährigen Tochter, die 1904 an Tuberkulose gestorben war, und seiner Frau im Jahre 1906 begann Pernter im Sommer 1907 zu kränkeln und ließ sich pensionieren. Er übersiedelte nach Arco, wo sein Schwager als Arzt tätig war. Dort verstarb er am 20. Dezember 1908.
Nach Pernter ist eine Gasse im 19. Wiener Gemeindebezirk benannt und sein Sohn Hans Pernter war von 1936 bis 1938 Bundesminister für Unterricht, 1945 Mitbegründer der ÖVP und von 1945 bis 1949 Abgeordneter zum österreichischen Nationalrat.

## Wissenschaftliche Bedeutung
Die Zentralanstalt wurde in der Amtszeit von Pernter stark ausgebaut und um eine neue Abteilung für Geodynamik erweitert. Mit Erlass vom 23. Februar 1904, wurde der Zentralanstalt der gesamte seismische Dienst für Österreich übertragen, was auch die Namensänderung in „Zentralanstalt für Meteorologie und Geodynamik“ nach sich zog. Er wurde als „Wettergelehrter“ einer breiten Öffentlichkeit bekannt, weil er durchsetzte, dass die Wettervorhersagen aller Kronländer veröffentlicht werden.
Pernter hatte sich bereits während seiner Lehrtätigkeit in Innsbruck mit alpinmeteorologischen Problemen und Beobachtungen beschäftigt und nahm 1888 im Observatorium Sonnblick und im Raurisertal die ersten Ein- und Ausstrahlungsmessungen vor. Ebenso nahm er Messungen der Polarisation des Himmelslichtes und Szintillationsbeobachtungen vor und studierte die Entstehung und die Wirkungsweise des Föhns. Auch auf dem Gebiet der meteorologischen Optik verbesserte er, angeregt durch die optischen Erscheinungen nach der Eruption des Krakatau am 27. August 1883, die Theorie des Regenbogens und insbesondere jene des Purpurlichtes. Auf diesen Erkenntnissen basiert sein 1902 erschienenes Hauptwerk „Meteorologische Optik“.
Ein weiteres Thema, mit dem sich Pernter beschäftigte, war das sogenannte „Hagelschießen“. Seine Untersuchungen waren die Grundlage für das Erkenntnis einer 1902 abgehaltenen internationalen Expertenkonferenz, wonach dieses Schießen nicht den gewünschten Erfolg bringt. Dieser Erfolg wurde erst seit den 1940er-Jahren durch die Verwendung von Silberiodid erreicht, das bei der Explosion der Rakete freigesetzt wird.

## Publikationen
- 1880: Über die Absorption dunkler Wärmestrahlen in Gasen und Dämpfen
- 1882: Berechnung der Niederschlagsmengen bei Mischung feuchter Luftmassen
- 1888: Szintillometerbeobachtungen auf dem Hohen Sonnblick
- 1889: Der Krakatau-Ausbruch und seine Folgeerscheinungen
- 1895: Über die Häufigkeit, die Dauer und die meteorologischen Eigenschaften des Föhns in Innsbruck
- 1895: Zur täglichen Periode der Windrichtung
- 1897: Die Farben des Regenbogens und der Weiße Regenbogen
- 1901: Untersuchungen über die Polarisation des Lichtes in trüben Medien und des Himmelslichtes mit Rücksicht auf die Erklärung der blauen Farbe des Himmels
- 1901: Die Geschichte der k. k. Zentralanstalt für Meteorologie und Erdmagnetismus
- 1902: Voraussetzungslose Forschung. Freie Wissenschaft und Katholicismus
- 1902–1910: Meteorologische Optik (laufend ergänzt)
- 1904: Die tägliche telegraphische Wetterprognose in Österreich